# Reynoldsonia reynoldsonia
Reynoldsonia reynoldsonia és una espècie de triclàdide dugèsid que habita l'aigua dolça d'Austràlia. És l'única espècie coneguda pertanyent al gènere Reynoldsonia.